# Nikita (voornaam)
Nikita is een van oorsprong mannelijke voornaam, die in het westen sinds de jaren 1980 ook als vrouwennaam gebruikt wordt. De naam komt uit het Russisch en verwante talen. De oorsprong is het Griekse Niketas (Νικήτας) dat overwinnaar betekent.
In West-Europese talen is men gewend dat namen die op de letter 'a' eindigen, vrouwelijk zijn. Dit komt doordat in het Latijn de meeste vrouwelijke woorden op 'a' eindigen (eerste declinatie). Daardoor werd de naam Nikita in het Westen abusievelijk als vrouwelijke voornaam beschouwd. Een bekend voorbeeld van dit misverstand is het lied 'Nikita' van Elton John, waarbij in de bijbehorende videoclip een vrouwelijke Nikita figureert. Naar aanleiding daarvan hebben veel Europese meisjes in de jaren 80 deze voornaam van hun ouders gekregen. Ook de film van Luc Besson en de daarop gebaseerde televisieseries hebben eraan bijgedragen dat Nikita als een vrouwelijke voornaam wordt gezien.

## Bekende dragers
- Nikita Belych, Russisch politicus
- Nikita Chroesjtsjov, Sovjet-politicus
- Nikita Demidov, Russisch industrieel
- Nikita Jeskov, Russisch wielrenner
- Nikita Krjoekov, Russisch langlaufer
- Nikita Lobintsev, Russisch zwemmer
- Nikita Michalkov, Russisch filmmaker en acteur
- Nikita Naidenov, Russisch schaatser
- Nikita Novikov, Russisch wielrenner
- Nikita Rukavytsya, Australisch voetballer
- Nikita Sjalaoerov, Russisch handelaar en zeevaarder
- Nikita Vitjoegov, Russisch schaker